# Зборовское сражение (1917)

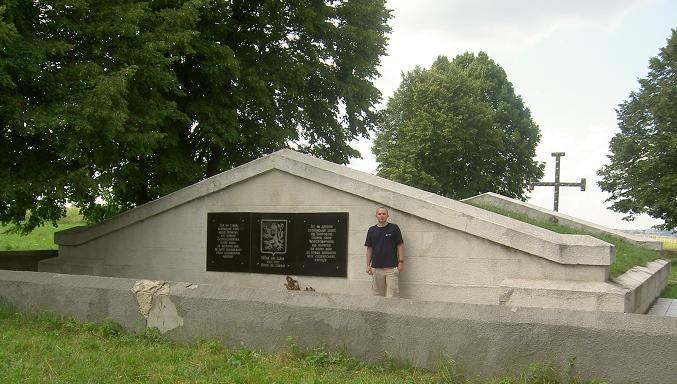
Мемориал павшим под Зборовом чехословацким легионерам, село Калиновка, Украина

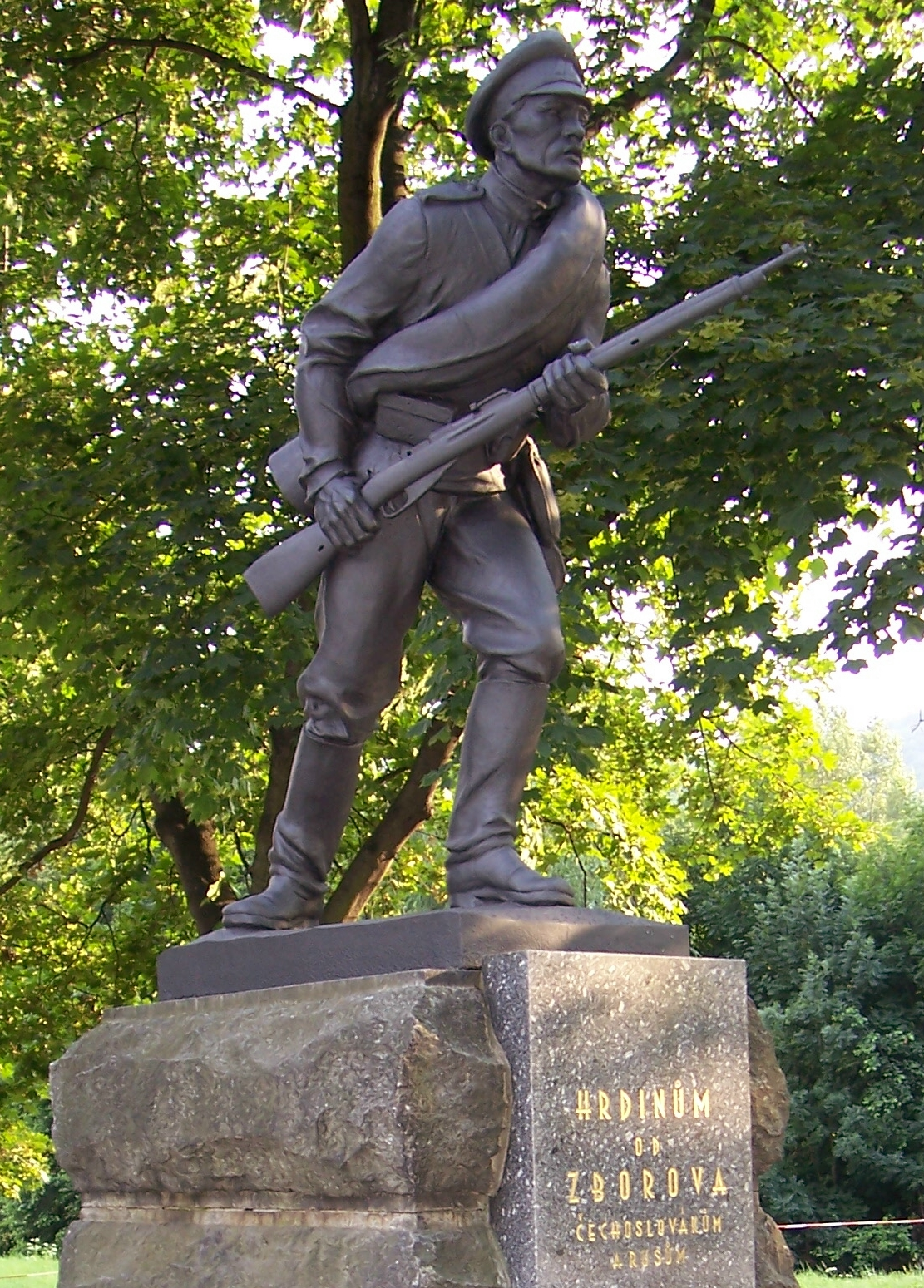
Памятник Героям Зборова в городе Бланско (Чехия)

Зборовское сражение (нем. Schlacht bei Zborów, чеш. Вitva u Zborova, словац. Bitka pri Zborove) — сражение между русской и австро-венгерской армиями 1—2 июля (18—19 июня по старому стилю) 1917 года во время Июньского наступления (так называемого наступления Керенского), произошедшее близ города Зборова в Галиции на территории Австро-Венгрии (ныне — в Тернопольской области Украины).
На стороне России в этом сражении, как и ранее в Галицийской битве где участвовала Чешская дружина, уже участвовали Чехословацкое формирование типа соединение — Чехословацкая стрелковая бригада сформированное из чешских и словацких добровольцев Российской империи и пленных чехов и словаков армии Австро-Венгрии. Сражение завершилось безоговорочной победой российских войск. Победа под Зборовом также способствовала подъёму чешского и словацкого национального самосознания.

## История
В составе Русской армии чехословацкие национальные формирования действовали исключительно под командованием русских офицеров. С марта 1915 года Верховный главнокомандующий великий князь Николай Николаевич разрешил принимать в ряды Чешской дружины чехов и словаков из числа пленных и перебежчиков — бывших военнослужащих австро-венгерской армии. В результате к концу 1915 года дружина была развёрнута в Первый чехословацкий стрелковый полк имени Яна Гуса (штатной численностью личного состава около 2 100 человек). К концу 1916 года Чехословацкий стрелковый полк был развёрнут в Чехословацкую стрелковую бригаду (Československá střelecká brigáda) в составе трёх полков, численностью около 3 500 офицеров и нижних чинов, под командованием полковника В. П. Троянова.
В связи с тем, что в результате усиливавшейся в российской армии революционной пропаганды многие воинские части были ненадёжны при переходе в наступление, на Зборовском направлении была задействована сформированная из чехов и словаков Чехословацкая стрелковая бригада (Československá střelecká brigáda), состоявшая из трёх стрелковых полков:
- 1-й стрелковый полк Святого Вацлава (позднее, в 1917 году, во время визита, по наущению полковника Константина Мамонтова, Т. Г. Масарик переименовал полк в — Яна Гуса).
- 2-й стрелковый полк Иржи из Подебрад
- 3-й стрелковый полк Янa Жижки из Трокнова

Чехословацкая бригада численностью в 3 500 штыков была вооружена и обучена, но недоставало пулемётов. Кроме этого, под Збаражем она впервые принимала участие в боевых действиях как отдельное воинское соединение. Командовал бригадой российский полковник В. П. Троянов. Бригада была направлена на участок фронта под Зборов, соседние с ней участки занимали 4-я и 6-я российские дивизии. Им противостояли:
- 32-я венгерская пехотная дивизия в составе
  - 86-го пехотного полка (из Суботицы)
  - 6-го пехотного полка (из Будапешта)
- 19-я чешская пехотная дивизия в составе:
  - 35-го пехотного полка (из Пльзеня)
  - 75-го пехотного полка (из Йиндржихова Градеца)

Австро-венгерские части насчитывали около 5 500 человек и были достаточно хорошо оснащены и вооружены.
Общее наступление началось 1 июля. На рассвете второго дня, после интенсивной артиллерийской подготовки, начавшейся в 5:15, небольшие группы из чехословацких легионеров атаковали позиции противника. После преодоления ими линии заграждений из колючей проволоки в бой вступили более крупные силы. К 15:00 части легионеров продвинулись вглубь австро-венгерского фронта на расстояние до 5 километров, разорвав таким образом вражескую оборону. В плен попали более 3 300 австрийских военнослужащих, в том числе 62 офицера. Было захвачено 20 орудий и большое количество амуниции и вооружений. Потери российской стороны составили 184 убитых и смертельно раненых, около 700 раненых и 11 пропавших без вести.
Победа в Зборовском сражении не оказала существенного влияния на исход в целом неудачного для России Июльского наступления, однако послужила подъёму патриотических чувств среди населения Чехии и Словакии. После успеха под Зборовом Временное правительство снимает все ограничения на формирование чехословацких частей на территории России. После этого сражения население принадлежавших империи Габсбургов Чехии и Словакии также впервые узнало о существовании на территории государств Антанты чехословацких воинских формирований, воюющих против Австро-Венгрии (несмотря на то, что австрийская цензура следила за тем, чтобы подобные сведения не проникали в печать).

## Любопытные факты
- В Зборовском сражении участвовали два будущих коммунистических президента Чехословакии — Клемент Готвальд на стороне Австро-Венгрии и Людвик Свобода на стороне России.
- За воинские заслуги в этом сражении 1-й чехословацкий полк Ян Гус получил от российского командования почётное наименование Полк 18 июня и орденские ленты св. Георгия на знамя полка.
- В Зборовском сражении участвовал чешский писатель Ярослав Гашек.